# LION (福山雅治のアルバム)
『LION』（ライオン）は、福山雅治が1991年3月21日にリリースした2枚目のオリジナルアルバムである。

## 収録曲
1. もう君はいない
（作詞：松本一起 / 作曲：福山雅治 / 編曲：中村修司）
2. このままRain
（作詞・作曲：福山雅治 / 編曲：中村修司）
3. 風をさがしてる
（作詞・作曲：福山雅治 / 編曲：中村修司）
3rdシングル
4. 雨のメインストリート
（作詞・作曲：福山雅治 / 編曲：中村修司、榊原雄一）
7分20秒と福山の曲の中で最も長い曲。
1995年発表のサウンドトラック『M-Collection BIRTHDAY PRESENT』には、歌詞を改訂しアレンジしたバージョンが収録されている。
5. 逃げられない
（作詞・作曲：福山雅治 / 編曲：中村修司）
3rdシングル「風をさがしてる」のカップリング曲。
6. LOVE SONG
（作詞・作曲：福山雅治 / 編曲：中村修司、榊原雄一）
7. アクセス
（作詞：竹花いち子、福山雅治 / 作曲：井上大輔 / 編曲：中村修司）
2ndシングル
8. どうしたらいいんだろう
（作詞：松本一起 / 作曲：中村修司、福山雅治 / 編曲：中村修司）
9. Radio Days 〜1943…〜
（作詞・作曲：福山雅治 / 編曲：中村修司）
2ndシングル「アクセス」のカップリング曲。
10. ザラついたシチュエイション
（作詞：松本一起 / 作曲・編曲：中村修司）
11. この国を
（作詞：松本一起 / 作曲：福山雅治 / 編曲：中村修司）
12. もっとそばにきて
（作詞・作曲・編曲：福山雅治）
1990年10月10日、渋谷Eggmanでのライブにて初披露。
ベストアルバム『MAGNUM COLLECTION 1999 "Dear"』には「もっとそばにきて (Santa Monica Blvd.／'99 Style)」が収録されており、「SORRY BABY (Live／'98 Style)」のあと5分12秒あたりから演奏が開始される。
ライブアルバム『Fukuyama masaharu acoustic live best selection "Live Fukuyamania"』にはライブテイクが収録されている。